# 根岸愛のもちもち機内放送
根岸愛のもちもち機内放送 (*´ω｀*)（ねぎしあいのもちもちきないほうそう）は、HBCラジオ（北海道放送）で放送されていたバラエティ番組。

## 概要
女性アイドルグループ「PASSPO☆」のキャプテン・根岸愛の冠番組として2013年4月7日に放送開始。同年9月29日をもっていったん終了（第1期）した後、2014年1月1日の特番を経て、同年4月6日より『PASSPO☆根岸愛のもちもち機内放送(*´ω｀*) 2014便』（以下第2期）として再開、2016年12月25日終了。
タイトルに「機内放送」とある通り、航空機の機内放送風の演出がされており、オープニングは「Let It Go!!」のイントロをバックにサウンドステッカーが流れた後、「HBC道内17局のコードシェア便となっています」「時間内に他局に（ダイヤルを）変えることは固く禁じております」などといった説明（HBCラジオ#周波数も参照）がされた後、飛行機が飛び立つ音と共にタイトルコールが流れ、「WING」をBGMに「アテンションプリーズ！PASSPO☆キャプテン、白担当あいぽんこと根岸愛です」と挨拶して番組が始まる。
エンディングでは「バスタブ」がBGMとして流れる中、「根岸愛のもちもち機内放送、またのご搭乗をお待ちしております」と言って番組を締める。週によっては2014年11月2日～16日放送分などサウンドステッカーの後に「WING」が流れ、オープニングトークという演出に縮小される場合がある。
第2期の放送が始まった当初は、「2014便」がタイトルの後に付いていたが2015年の1月4日の番組公式Twitterで2014便をなくし、『PASSPO☆根岸愛のもちもち機内放送(*´ω｀*) 』に戻して継続されることが発表された。根岸やゲストで登場するPASSPO☆クルーが失言すると、ブーイングのSEが鳴る演出もある。

## コーナー
○○あるある
毎回ひとつのテーマに沿って、リスナーが思わず「あるある」と言ってしまうことを考えてもらうコーナー。テーマ曲は西田ひかるの「きっと愛がある」。
人生、終わった…。
リスナーが思わず「（自分の）人生終わったわ…。」と思うほどショックな出来事を告白するコーナー。テーマ曲は森田童子の「ぼくたちの失敗」。
定番・お悩み相談コーナー
リスナーの素朴（？）な悩みに根岸が答えるコーナー。テーマ曲は和田アキ子の「悩み無用!」（リーブ21のコマーシャルソング）。
ひとりぼっち大喜利
自称“お笑い好き”の根岸に答えさせてあげたい大喜利をリスナーに考えてもらうコーナー。謎の男の声（スタッフ）がお題を伝え、それを根岸がとんちを利かせて答える。答えの後に謎の男が「大笑い」「中笑い」「苦笑い」のどちらかで判定し、「大笑い」には番組特製チケットケース、「中笑い」には番組特製ボールペンとステッカー、「苦笑い」には番組スタッフのサイン色紙というノベルティがリスナーにプレゼントされる。

## 放送時間
| タイトル                                          | 放送期間／放送時間                                                               |
| ------------------------------------------------- | -------------------------------------------------------------------------------- |
| 根岸愛のもちもち機内放送(*´ω｀*) （第1期）        | 2013年4月7日～9月29日：日曜日18:30 – 19:00                                       |
| 根岸愛のもちもち機内放送(*´ω｀*) 新春特別便       | 2014年1月1日：水曜日21:30 – 22:00                                                |
| PASSPO☆根岸愛のもちもち機内放送(*´ω｀*) （第2期） | 2014年4月6日～9月28日：日曜日19：30 – 20:00 2014年10月5日～：日曜日20:00 – 20:30 |

## 公開録音
年に1 - 2回ほど、スタジオを飛び出して公開録音が行われる。告知の際はエンディングのトーク後にHBCのアナウンサーが伝える。これまでに行われた公開録音は以下の通り。
| 開催年月日    | 会場                       | 放送された日         | 備考                                                              |
| ------------- | -------------------------- | -------------------- | ----------------------------------------------------------------- |
| 2013年6月3日  | HBCラジオ第1スタジオ       | 同年6月9日           | 35名招待                                                          |
| 2014年6月2日  | タワーレコード札幌ピヴォ店 | 同年6月22日          | ゲスト：玉井杏奈                                                  |
| 2014年9月24日 | cube garden                | 同年9月28日          | ゲスト：奥仲麻琴                                                  |
| 2015年1月31日 | cube garden                | 同年2月8日・2月15日  | ゲスト：はっちゃけ隊 （安斉奈緒美、岩村捺未、藤本有紀美、森詩織） |
| 2015年9月25日 | メッセホール               | 同年9月27日・10月4日 | [ 3 ]                                                             |

## その他
- HBCファイターズナイター（サンデーファイターズ）放送時は放送時間変更、または番組内では「欠航」と表現する休止となる場合がある。第2期では主に昼2～3時台の間に放送時間繰り上げが幾度かあるものの、特番による臨時休止は現時点で一度もない。
- 2013年4月28日第4回放送は、北海道を訪れ観光経験が殆ど無い根岸が野外でチャレンジする特別回「北海道を満喫しよう！」として千歳市の体験型農園箱根牧場にて収録々音が行われた。乳しぼり、バター作り体験などの実況様子が放送された。番組のおわりにスタッフから「今日の料金は(根岸)本人負担。」と言われて「(今日は使う予定無くて銀行に行ってないから現金の)用意してないからお財布の中に100円しかない！！」というオチで括られた。
- スポンサー(SAPPORO GIRLS FLIGHT)の紹介、第1期の根岸にはシークレットのサプライズ企画告知と募集などお知らせに番組内演出で流れるSE「ワォ！」はHBCアナウンサー田村英一が担当した[4]。
- 2014年1月1日放送「根岸愛のもちもち機内放送(*´ω｀*)新春特別便」の収録時に根岸は風邪発症から声が嗄れ全く発声出来ない状態に陥り急遽槙田紗子との共演となった。番組冒頭に槙田から新年挨拶と根岸の体調不良が伝えられ、根岸は絞り出す小声で挨拶と体調不良を詫び、番組は筆談を通して槙田の代読代弁で進行した。
- 第1期放送期間中はアナウンサーによる各種ニュース速報での中断が1度もなかったものの、第2期になってからは目立ってきている。但し中断に関する根岸及びスタッフからのお詫びツイートは出ていない。

| 放送年月日                                      | 備考                                                                                         |
| ----------------------------------------------- | -------------------------------------------------------------------------------------------- |
| 2014年12月14日 （第47回衆議院議員総選挙開催日） | この回は通常通りの放送だったが、1曲目「TRACKS」のオンエア中に選挙速報が入り1分25秒中断した。 |
| 2015年3月1日                                    | 「ピンクのパラシュート」オンエア中に気象速報で13秒中断。                                     |
| 2015年4月12日 （第18回統一地方選挙開催日）      | 1曲目「妄想のハワイ」が1コーラス流れた後のトーク中に選挙速報が入り18秒中断。                 |
| 2015年10月4日                                   | 1曲目「くちゃLOVE」オンエア中に交通情報で16秒中断。                                          |

- 放送途中のコマーシャルは一切挿入されないが、第2期では札幌市内のライブハウスで行われる実行委員会組織とそのイベント「SAPPORO GIRLS FLIGHT」（2013年9月22日に第1回開催）がスポンサーに付いており、OPとEDのトーク前に提供アナウンスが行われている。

- 2013年12月14日に原宿アストロホールで開催された『PASSPO☆原宿8耐久フライト』では、「根岸愛プレゼンツ・もちもち機内放送原宿便」と題したコーナーがあった[6]。